# تپه کالیان علیا
تپه کالیان علیا مربوط به سده‌های اولیه دوران‌های تاریخی پس از اسلام است و در شهرستان کرمانشاه، بخش مرکزی، دهستان پشت دربند، داخل روستای کالیان واقع شده و این اثر در تاریخ ۱۵ دی ۱۳۸۷ با شمارهٔ ثبت ۲۴۱۳۶ به‌عنوان یکی از آثار ملی ایران به ثبت رسیده است.